# Cingár kénvirággomba
A cingár kénvirággomba (Bogbodia uda) a harmatgombafélék családjába tartozó, Európában és Észak-Amerikában honos, mocsarakban, lápokon élő, nem ehető gombafaj. Nemzetségének egyetlen faja.

## Megjelenése
A cingár kénvirággomba kalapja 1-4 (5) cm széles, fiatalon félgömb alakú, majd domborúvá, idősen széles domborúvá válik, közepe többé-kevésbé púpos lehet. Színe világosbarna, sárgásbarna, olívbarna vagy vörösbarna; szárazon kifakul. Felszíne kissé tapadós, némileg ráncos lehet. Széle enyhén bordázott, fiatalon fátyolmaradványok lehetnek rajta. 
Húsa vékony, színe barna, rozsdabarna, okkerbarna, közvetlenül a lemezek fölött krémfehér. Szaga aromás, kellemes, íze kesernyés.
Közepesen ritkás, vastag lemezei tönkhöz nőttek; sok a féllemez. Színük fiatalon fehéres, később halványbarna, halványszürke, olívszürke, lilásszürke. Élük fehéres. Fiatalon a lemezeket részleges vélum védi. 
Tönkje 3-7 cm magas és 0,2-0,4 cm vastag. Alakja karcsú, egyenletesen hengeres, viszonylag szívós, középen üreges. Csúcsa sárgás, lejjebb vörösbarna. 
Spórapora sötétbarna vagy agyagbarna. Spórája mandula alakú, vastag falú, finoman szemcsés, mérete 14-16 x 6,2-7,4 µm. 

### Hasonló fajok
A tőzegmoha-kénvirággomba, a parti kénvirággomba, esetleg a sárga kénvirággomba hasonlíthat hozzá.

## Elterjedése és termőhelye
Európában és Észak-Amerikában honos.
Mocsaras helyeken, láperdőkben, tőzeglápokon él, általában a moha között. Júliustól októberig terem. 
Nem ehető, egyes rokonai mérgezőek.  

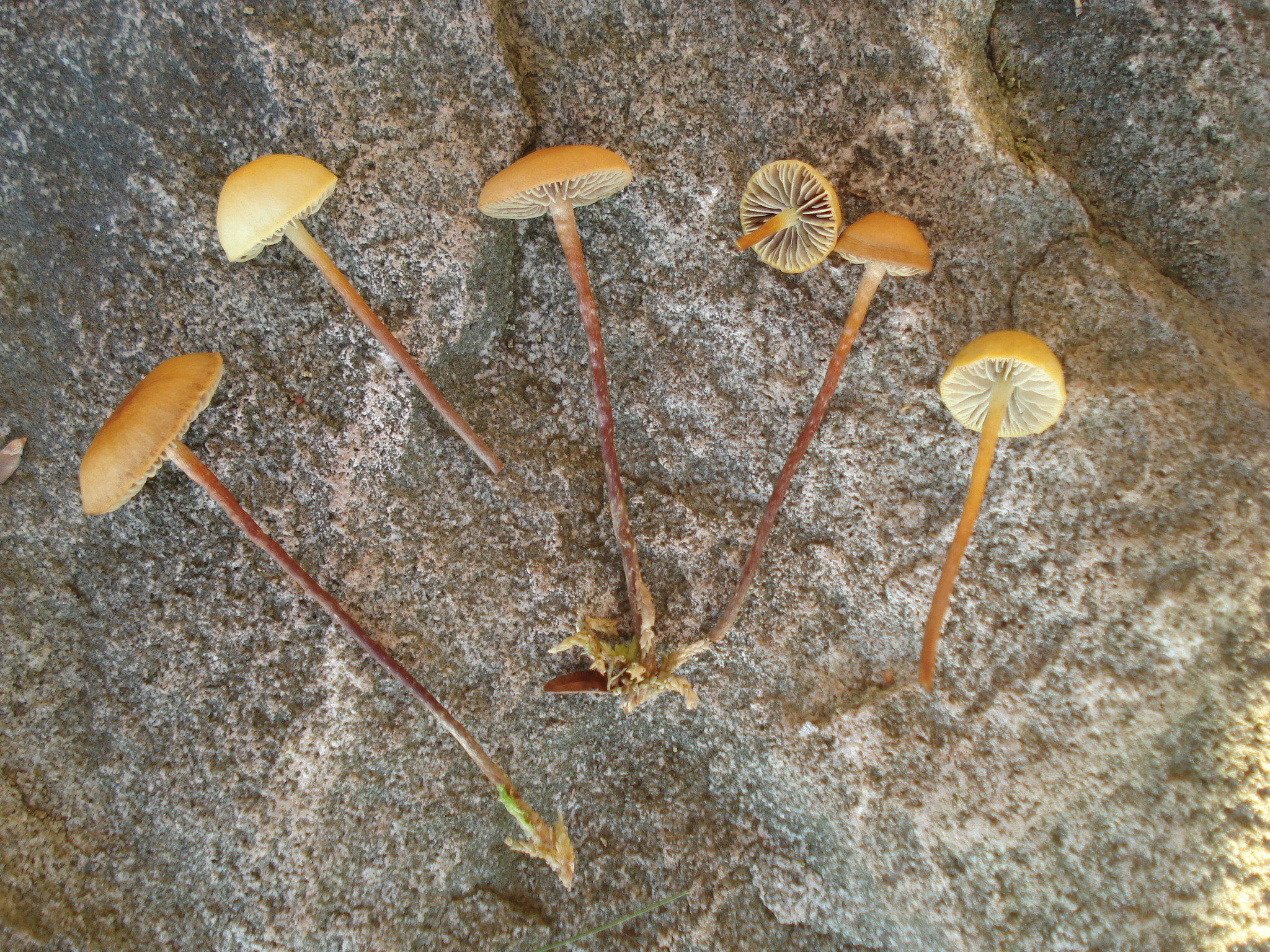
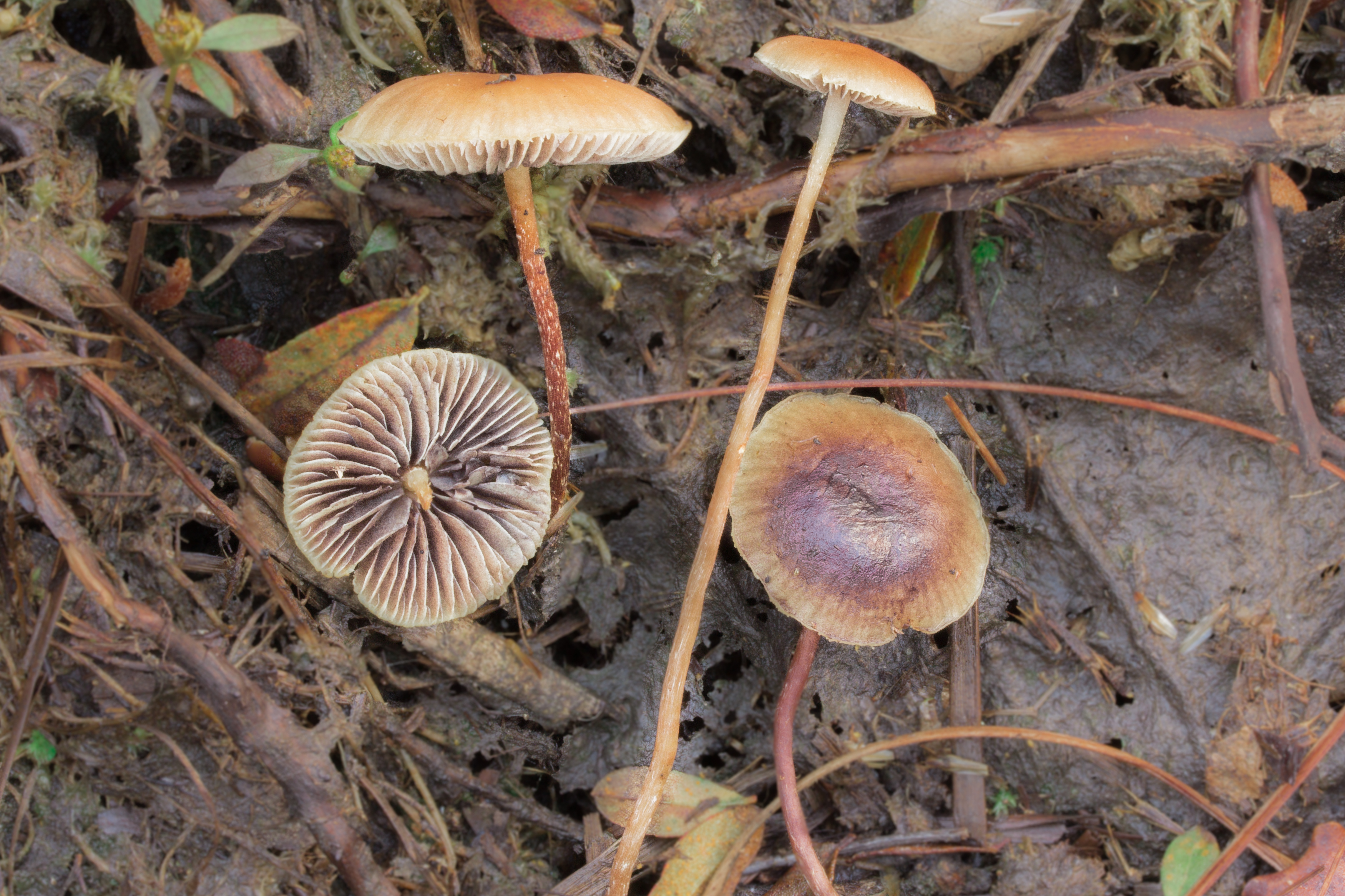
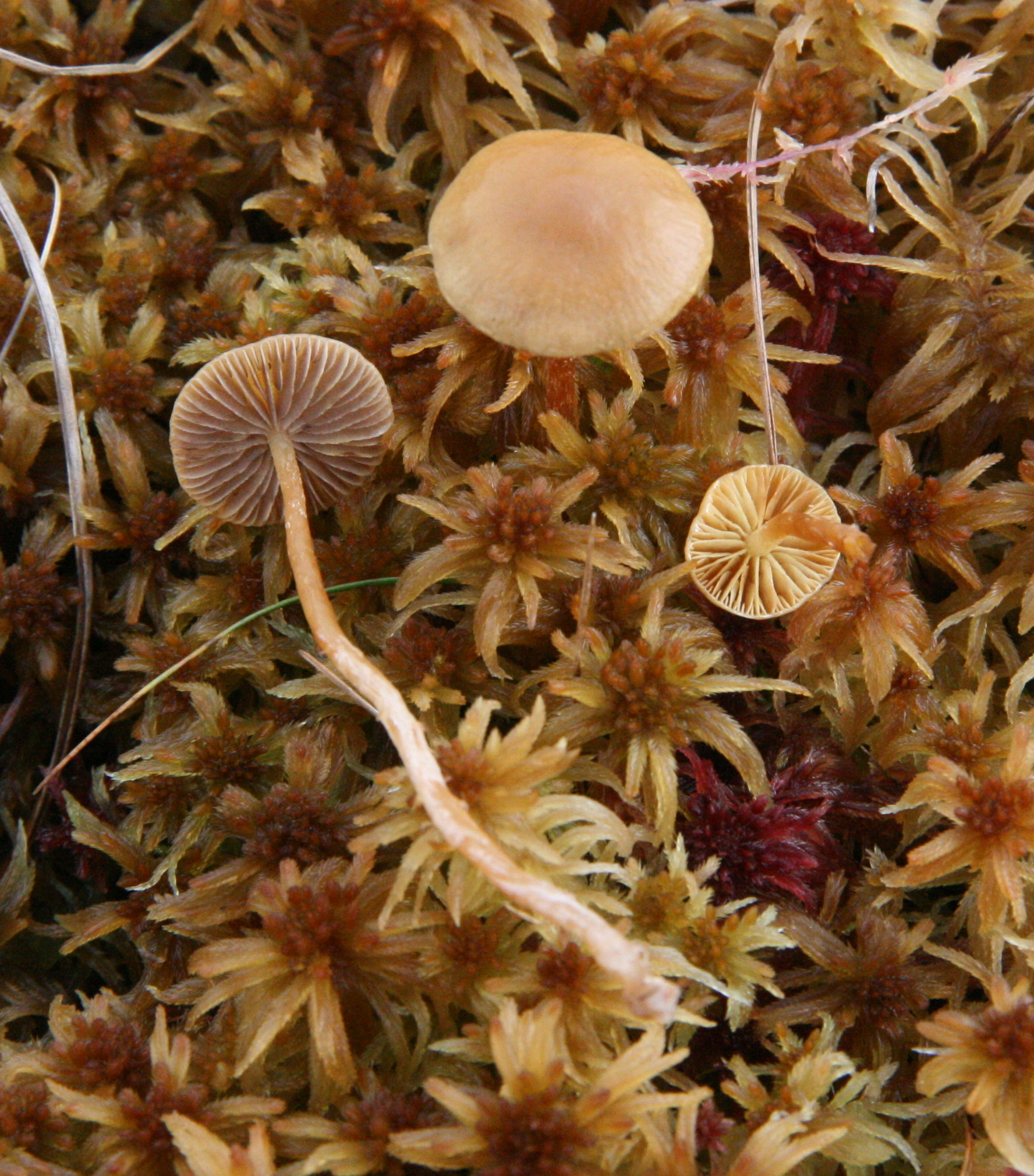
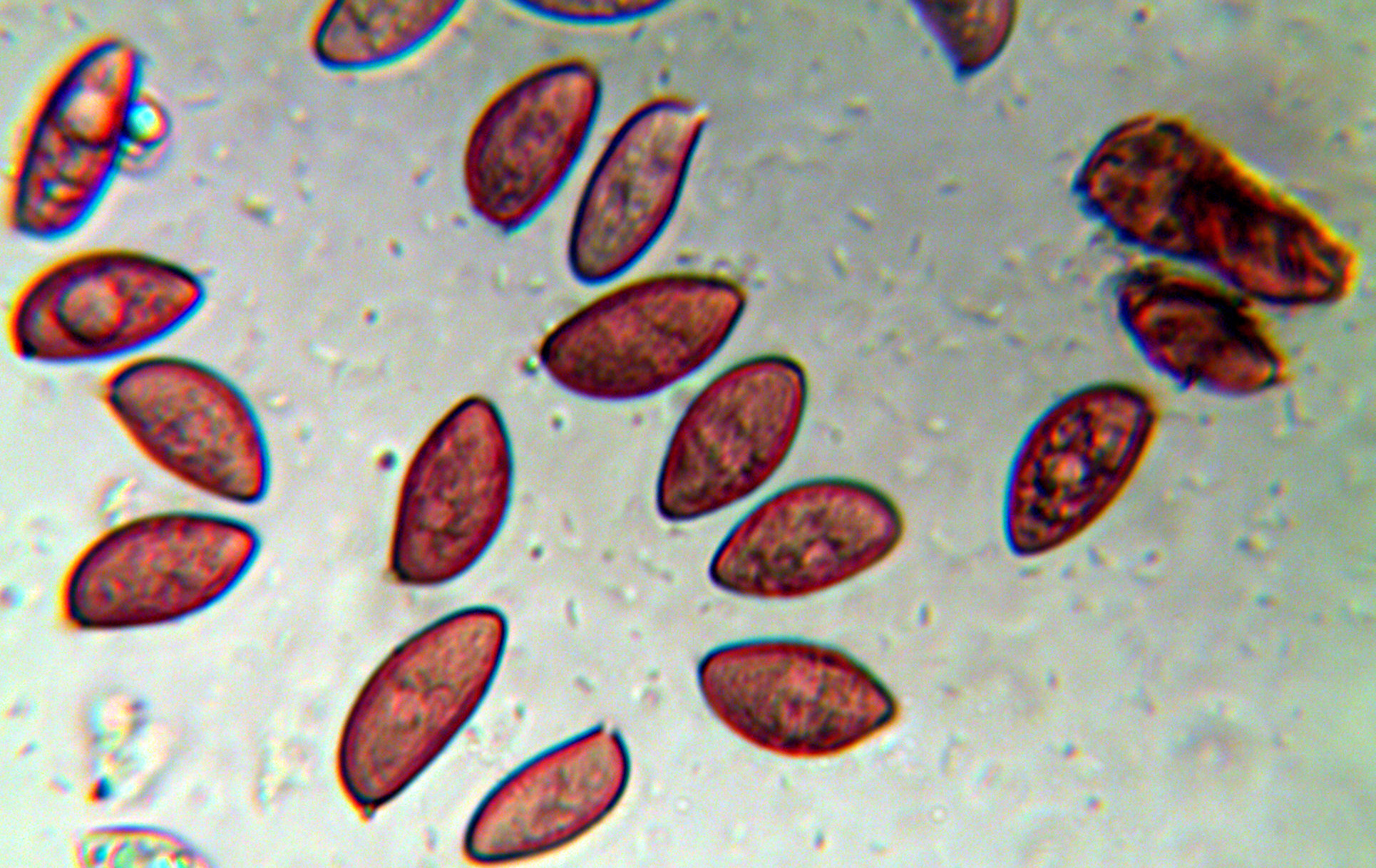